# Військове льотне училище ПС Фінляндії
Військове льотне училище (фін. Lentosotakoulu, абр. LentoSK, швед. Flygkrigsskolan) — школа льотної підготовки пілотів фінських ПС. У 1937 році — авіаційне училище, в 1938-1941 та 1952-2004 роках —— Академія ВПС. Навчальний центр розташований в аеропорту Каугава в місті Каугава, у провінції Південна Пог'янмаа. Центр, основним завданням якого є продовження льотної підготовки, тренує пілотів для збройних сил Фінляндії, а також для прикордонної охорони Фінляндії.

## Історія
На початках пілоти навчалися в Гельсінкі (острів Сантахаміна), де був піщаний аеродром, який, по асоціації з найбільшою пустелею світу, називався «Сахара». До кінця 1920-х років в процесі навчання в школі, в основному, не використовувались повітряні судна, оснащені для зльоту і посадки на поверхню води (гідроплани). У 1930-і роки центр підготовки пілотів було перенесено на аеродром Каугави. У той же час почали також навчати пілотів-резервістів для ВПС Фінляндії.
У 2005 році було прийнято рішення про перенос основного курсу навчання в інше місці і такий центр навчання був організований в Тіккакоскі. Він був названий Військово-повітряною академією. Оскільки навчальний центр у Каугаві до переносу мав статус військово-повітряної академії, а з переносом основного курсу такий статус втратив, то центр у Каугаві було перейменовано і повернуто назву та статус, котрі центр підготовки пілотів вже мав в 1941–1952 роках — навчальне авіакрило.

## Друга світова війна
Під час радянсько-фінської війни 1939-1940 років літаки ВПС СРСР 16 разів бомбардували Каугаву.